# Псевдортоцеріди
Псевдортоцеріди (Pseudorthocerida) — вимерлий ряд головоногих молюсків підкласу Наутилоїдеї (Nautiloidea). Ряд існував з силурійського по пермський період. Родина Trematoceratidae дожила до тріасового періоду. Молюски мали конусоподібну мушлю, яка у деяких видів сягада до 6 м.

## Родини
Pseudorthoceratidae
Cayutoceratidae
Pseudactinoceratidae
Spyroceratidae
Carbactinoceratidae
Trematoceratidae